# Acropora subglabra
Acropora subglabra е вид корал от семейство Acroporidae.

## Разпространение
Видът е разпространен в Австралия, Вануату, Виетнам, Гуам, Индия, Индонезия, Камбоджа, Кирибати, Малайзия, Малдиви, Маршалови острови, Мианмар, Микронезия, Науру, Нова Каледония, Палау, Папуа Нова Гвинея, Провинции в КНР, Северни Мариански острови, Сингапур, Соломонови острови, Тайван, Тайланд, Тувалу, Уолис и Футуна, Фиджи, Филипини, Шри Ланка и Япония.